# Juan Antonio Xiol Ríos
Juan Antonio Xiol Ríos (Barcelona, 24 de setembre de 1946) és un jurista espanyol, magistrat del Tribunal Suprem i magistrat del Tribunal Constitucional d'Espanya des de 2013.

## Biografia
Llicenciat en Dret, va ingressar per oposició a la carrera judicial el 1971. Va ser jutge de Primera Instància i Instrucció a Cervera, Terrassa i Sant Feliu de Llobregat. El 1976 va assolir, per oposició, a la condició de magistrat dins l'orde jurisdiccional contenciós-administratiu on va exercir a Bilbao, Barcelona i Madrid. El 1978 va ser designat magistrat adjunt al president del Tribunal Suprem espanyol. També va obtenir per oposició una plaça de lletrat del Tribunal Constitucional (1982) on arribà a ser secretari general de l'organisme. El 1987 va obtenir la condició de magistrat del Tribunal Suprem a la Sala Contenciosa-Administrativa.
Formà part de l'Administració General de l'Estat com a director general de Relacions amb l'Administració de Justícia (1985-90) durant l'etapa de Fernando Ledesma (PSOE) al capdavant del Ministeri de Justícia. Va ser vocal del Consell General del Poder Judicial (1990-96) per designació del Senat on va ser el president de la Comissió d'Estudis i Informes i el delegat de l'organisme a Catalunya i al País Basc. També va ser membre de la Junta Electoral Central de la qual va ser president.
El 2005 va ser designat president de la Sala Primera Civil del Tribunal Suprem. Quan l'any 2012 el president del Consell General del Poder Judicial i del Tribunal Suprem, Carlos Dívar, va haver de dimitir per una denúncia per presumpta malversació de fons, va estar interinament al capdavant del Tribunal Suprem durant uns dies.
El van nomenar magistrat del Tribunal Constitucional a proposta del Consell General del Poder Judicial l'any 2013, càrrec del qual va prendre possessió el dia 13 de juny.

## Premis i condecoracions

### Premis
- Premi Pelayo per a juristes de reconegut prestigi (2009)

### Condecoracions
- Cavaller de l'Orde d'Isabel la Catòlica, gran creu (2010)